# Synsynella integra
Synsynella integra är en kräftdjursart som beskrevs av M. Bourdon 1981C. Synsynella integra ingår i släktet Synsynella och familjen Bopyridae.
Artens utbredningsområde är Mexikanska golfen. Inga underarter finns listade i Catalogue of Life.